# Pulverfabrik Föhrenwald

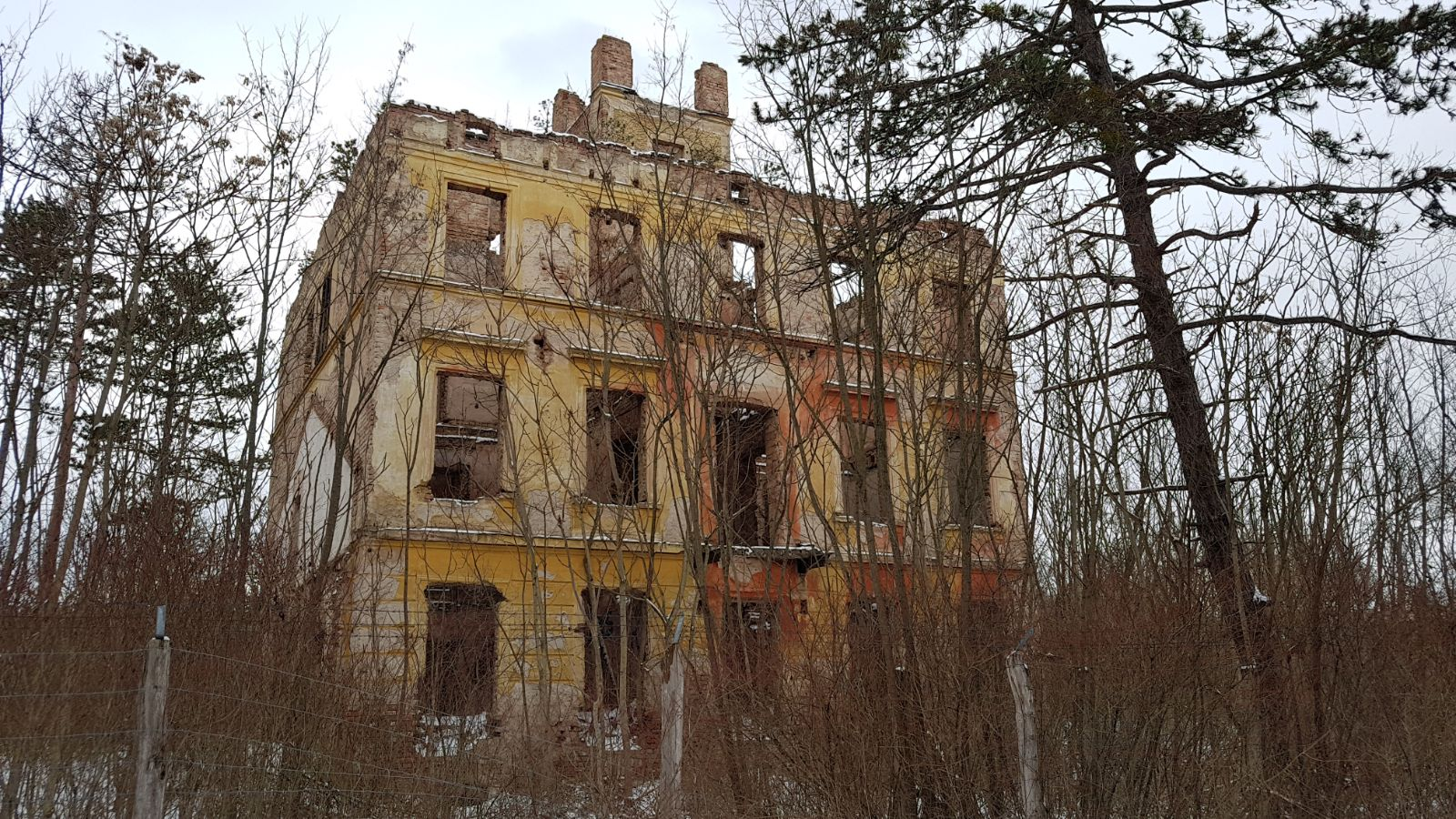
Das noch erhaltene Herrenhaus der Pulverfabrik Föhrenwald 2018

Die Pulverfabrik Föhrenwald steht im weit ausgedehnten Föhrenwald zwischen Wiener Neustadt und Neunkirchen im Gemeindegebiet von St. Egyden am Steinfeld. Sie war eine Granaten- und Munitionsfabrik und ist heute nicht mehr in Betrieb.

## Geschichte
Die Nobel Dynamit AG gründete 1890 eine Fabrik für Dynamit und Schießpulver im Föhrenwald von Saubersdorf, seit 1970 Gemeinde St. Egyden am Steinfeld. In dieser Fabrik wurden Granaten gefertigt. Die Fabrik selbst wurde 1890 von rund 400 Arbeitern errichtet, die großteils aus Italien stammten. Ein konzessioniertes Büro für Sprengtechnik befand sich im 1. Gemeindebezirk in Wien. Aus dem Jahr 1911 wird von einer Explosion berichtet, bei der es auch zwei Tote gab.
Zu Beginn des Ersten Weltkriegs, 1914, waren hier zwischen 80 und 100 Arbeiter beschäftigt. Es wurden im Schichtdienst rund um die Uhr Granaten gefertigt. Nach Ende des Ersten Weltkriegs musste der Betrieb eingestellt werden.
Während des Zweiten Weltkriegs wurden zusätzliche Baracken und Bunker errichtet, in denen vermutlich Munition gefertigt wurde. Zum Großteil wurde diese Munition aus erbeuteter Munition der Gegner hergestellt. Nach dem Ende des Zweiten Weltkriegs wurde die Fabrik stillgelegt und gelangte unter sowjetische Kontrolle.
Heute steht nur noch das dreigeschoßige Administrationsgebäude, das so genannte „Herrenhaus“. Die etwa 600 Meter südöstlich gelegene Barackensiedlung ist nicht mehr erhalten. Am Boden nahe der ehemaligen Barackensiedlung sowie im angrenzenden Wald findet man noch heute Einkerbungen ehemaliger Eisenbahngleise, die sich vom ehemaligen Bahnhof St. Egyden aus verzweigten. Das Herrenhaus ist seit 2011 eingezäunt und darf wegen Baufälligkeit nicht betreten werden. Da es trotz Einzäunung in der Vergangenheit laufend zu Beschädigungen am Zaun und Verunstaltungen des historischen Gebäudes durch Graffiti gab, wurde eine Videoüberwachung installiert.

## Weiteres
Das Gebiet um die Munitionsbaracken sorgt selbst in den 2000er Jahren noch immer für Probleme, da der Waldboden durch die Produktion, aber auch durch Blindgänger noch immer mit Phosphor verunreinigt ist, woraus bei heißen Temperaturen durch Selbstentzündung Waldbrände entstehen. Bei Löscharbeiten wurden bereits mehrmals Helfer der Freiwilligen Feuerwehren verletzt. Zur Brandbekämpfung wurde 2016 neben dem Holzweg ein Löschwasserteich errichtet, der 750 Kubikmeter Wasser fasst.
Koordinaten: 47° 46′ 33,1″ N, 16° 9′ 34,5″ O